# Cupressus x leylandii
Cupressus × leylandii, llamado comúnmente ciprés de Leyland, es un híbrido natural bigenérico entre Cupressus macrocarpa y Callitropsis nootkatensis.

## Morfología
Cupressus leylandii alcanza un tamaño de entre 20 y 25 metros de altura. Las hojas se presentan en ramillos con forma de escama, ligeramente aromáticas. Son de color verde oscuro, algo más pálido en el envés. Las semillas se encuentran en conos de unos 2 cm de longitud, con 8 escamas y 5 semillas con diminutas vesículas resinosas. Al ser el árbol un híbrido las semillas son estériles.

## Hábitat y cultivo
Crece en todo tipo de suelos, prosperando incluso en suelos ligeramente salinos como los de las zonas litorales.  Se adapta a todo tipo de climas, soportando fríos intensos.
Se multiplica por esquejes, aunque con cierta dificultad.

## Historia
Fue descubierto por primera vez en 1888 en el sur de Gales por C. J. Leyland, aunque no se tuvo noticia de su existencia hasta que en 1925 se envió una muestra a la Royal Horticultural Society para su identificación. 
Su nombre científico, × Cupressocyparis leylandii, se le asignó de acuerdo con el siguiente criterio:
- × Cupressocyparis, de Cupressus y Chamaecyparis, géneros de los que procede.
- leylandii, en honor de C.J. Leyland, quien descubrió el híbrido.

Actualmente, mediante polinización artificial, se han obtenido en el mercado diversos clones con ligeras diferencias en cuanto a color de las hojas, velocidad de crecimiento o porte.

## Usos
Por su porte columnar y rápido crecimiento, es muy utilizado en jardinería para formar setos, soportando bien fuertes podas.

## Taxonomía
Cupressus × leylandii fue descrita por A.B.Jacks. & Dallim. y publicado en Bulletin of Miscellaneous Information Kew 1926: 114. 1926.
Sinonimia
- Callitropsis × leylandii (A.B.Jacks. & Dallim.) D.P.Little
- × Cupressocyparis leylandii (A.B.Jacks. & Dallim.) Dallim.
- × Cuprocyparis leylandii (A.B.Jacks. & Dallim.) Farjon[3][4]